# 싸이한구

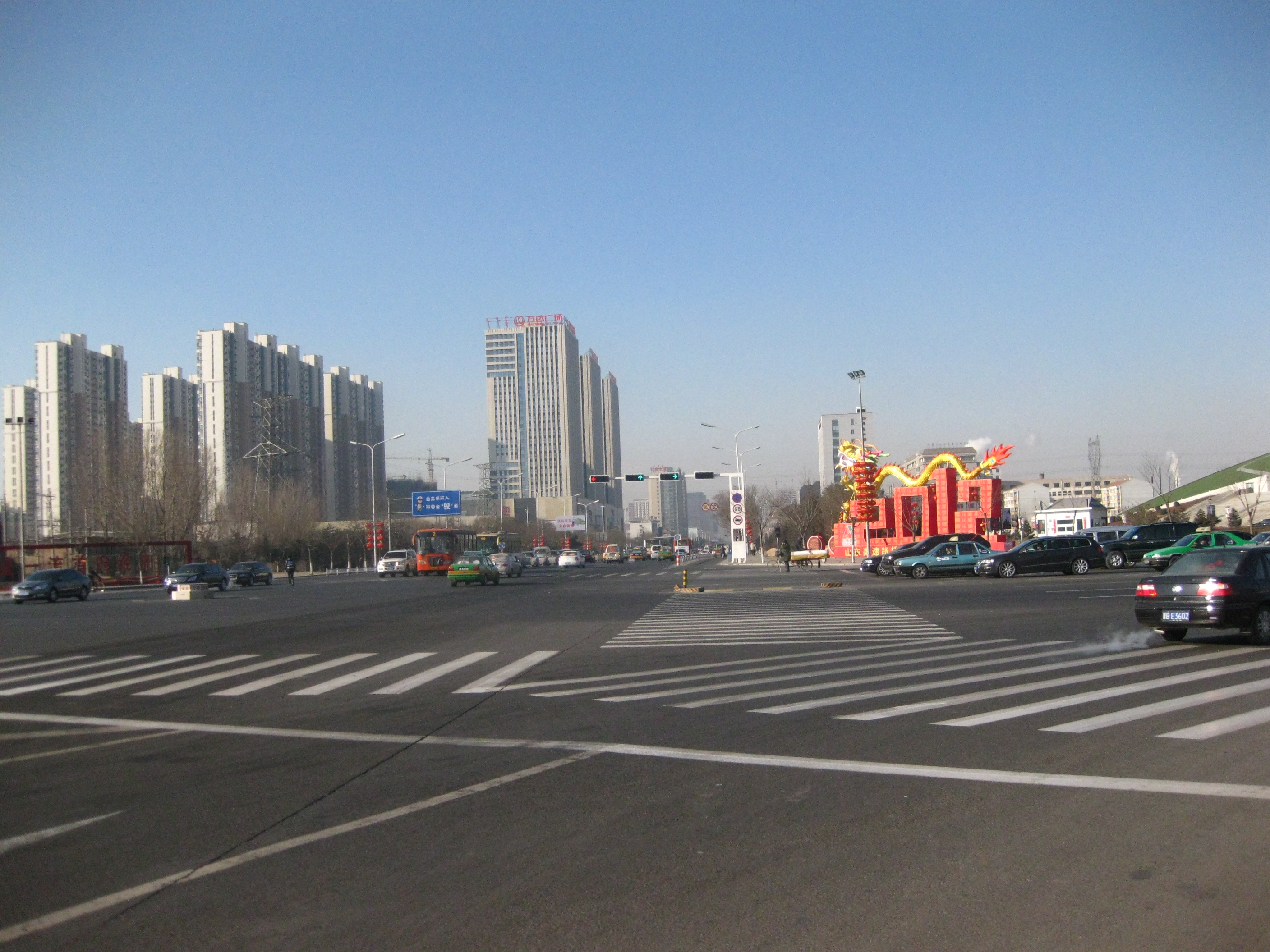

싸이한구(한국어: 새한구, 중국어: 赛罕区, 병음: Sàihǎn Qū)는 내몽골 자치구 후허하오터 시의 현급 행정구역이다. 넓이는 1013km2이고, 인구는 2007년 기준으로 약 380,000명이다.

## 행정 구역
5개 가도, 5개 진, 1개 향을 관할한다.
- 가도: 人民路街道, 大学西路街道, 乌兰察布路街道, 大学东路街道, 中专路街道.
- 진: 巧报镇, 榆林镇, 巴彦镇, 黄合少镇, 金河镇.
- 향: 西把栅乡.